# Atacames
Atacames är en ort i Ecuador.   Den ligger i provinsen Esmeraldas, i den nordvästra delen av landet, 190 km nordväst om huvudstaden Quito. Atacames ligger 6 meter över havet och antalet invånare är 15 463.
Terrängen runt Atacames är kuperad söderut, men åt nordost är den platt. Havet är nära Atacames åt nordväst. Runt Atacames är det tätbefolkat, med 369 invånare per kvadratkilometer. Det finns inga andra samhällen i närheten. Omgivningarna runt Atacames är en mosaik av jordbruksmark och naturlig växtlighet.